# Die Nibelungen (2004)
Die Nibelungen (prt: O Reino do Anel; bra: A Maldição do Anel) é um filme teuto-estadunidense-ítalo-britânico de 2004, gênero aventura épica, dirigido por Uli Edel com roteiro baseado na Canção dos Nibelungos, poema épico medieval alemão.

## Elenco
- Benno Fürmann .... Eric / Siegfried
- Alicia Witt .... Kriemhild
- Kristanna Loken .... Brünnhild
- Max von Sydow .... Eyvind
- Julian Sands .... Hagen
- Samuel West .... Rei Gunther
- Robert Pattinson .... Giselher
- Mavie Hörbiger .... Lena
- Aletta Bezuidenhout .... Hallbera
- Sean Higgs .... Alberich
- Götz Otto .... Rei Thorkwin
- Ralf Moeller .... Rei Thorkilt
- Tamsin MacCarthy .... Rainha Siegland
- Leonard Moss .... Rei Siegmund
- Ryan Slabbert .... Siegfried (menino)

## Sinopse
A história se passa na época em que os europeus haviam mudado de religião, abandonando as crenças pagãs e adotando o cristianismo. O filme foi dividido em três partes e compreende a vida de Siegfried, da infância até sua morte.

### Parte 1
Siegfried ainda é criança quando o castelo de seus pais é invadido pelos Saxões. Siegfried é colocado em um tronco flutuante num rio e é salvo pelo ferreiro Eyvind. O homem o adota e lhe dá o nome de Eric, criando-o na crença dos deuses nórdicos. 12 anos depois, Brunhild, rainha da Islândia e da mesma crença de Eric, segue uma profecia lida em runas e se encontra com Eric. Os dois se apaixonam mas ela volta para seu reino, com Eric prometendo que irá ao seu encontro. No dia seguinte, Eric vai com Eyvind para a Burgundia e no caminho os homens avistam uma cidade toda destruída por chamas.
Em Burgundia, Eric conhece o príncipe Giselher, irmão mais novo do Rei Gunther. Eyvind presenteia o rei com espadas que fabricara e o monarca parte com mais onze homens para enfrentar o dragão Fafnir, o responsável pela destruição da cidade. Eric pega o metal de meteorito que encontrara na noite em que conhecera Brunhild e o forja numa poderosa espada.
O rei Gunther fracassa em matar o dragão e retorna ferido. Eric então parte sozinho para enfrentar Fafnir que as lendas revelam ser o guardião do fabuloso tesouro dos Nibelungos.

### Parte 2
Na caverna do dragão, Erik encontra o tesouro e coloca em seu dedo um anel, mesmo os fantasmas dos Nibelungos avisando-o que seria almaldiçoado se tomasse para si aquelas riquezas. O pai de Hagen, maldoso conselheiro do rei Gunther, é o feiticeiro banido Alberich que tenta enganar Eric para ficar com o tesouro. Mas o guerreiro o derrota. Eric pega de Alberich seu elmo da transformação, que permite ao possuidor ficar com a aparência de qualquer um que queira após dizer algumas palavras mágicas. Ao retornar, Eric é proclamado pelo rei Gunther um herói do reino, para a inveja de Hagen.
Nas comemorações da noite, a irmã do rei Gunther chamada Kriemhild, conversa mascarada com Eric por quem é apaixonada, e fica sabendo que ele ama outra mulher (Brunhild). Enquanto isso, os Saxões decidem invadir a Burgundia para tomar o tesouro de Eric. Eric enfrenta os reis gêmeos da Saxônia e se lembra de que foram eles que mataram seus pais. Também recorda que seu verdadeiro nome é Siegfried de Xanten.
Um corvo avisa a Brunhild da verdadeira identidade de Eric e que ele logo a visitará. Mas o pai de Hagen faz uma poção do amor e dá a Kriemhild, que enfeitiça Siegfried, fazendo-o tomar a bebida mágica misturada a um vinho. Siegfried se apaixona por Kriemhild, esquecendo de seu amor por Brunhild que desconhece isso porque o corvo que lhe avisaria é morto por uma flecha de Hagen.

### Parte 3
Siegfried quer se casar com Kriemhild mas Hagen lembra a Gunther que o costume é de que o rei se case primeiro que seus irmãos. Gunther revela que deseja Brunhild por esposa e pede ajuda a Siegfried para que ele derrote a rainha num duelo, a única forma dela aceitar se casar. Siegfried aceita ajudar e usa o elmo de Alberich para se disfarçar de Gunther e enganar Brunhild. A rainha não entende o que aconteceu com Siegfried mas mantém sua palavra e aceita ir até a Burgundia para se casar com Gunther. Na noite de núpcias, Brunhild resiste a Gunther e o avisa que só se entregará a ele se o rei conseguir tirar seu cinturão dos deuses, que lhe dá sua imensa força. Gunther pede ajuda a Siegfried que se disfarça novamente e consegue tirar o cinturão de Brunhild.
Gunther possui Brunhild mas Hagen o avisa de que no futuro alguém poderá descobrir sobre Siegfried e acusar de bastardo o eventual filho do rei. Então os dois homens planejam matar Siegfried.

### Epílogo
Kriemhild prepara um funeral pagão para Siegfried, colocando o tesouro e o anel dos Nibelungos num barco em chamas com o corpo dele. Lena avisa que os deuses pagãos morreram com Siegfried. Antes do barco queimar Brünnhild sobe no barco em chamas e se mata com a espada caindo sobre o corpo do amado. Após o barco queimar, o tesouro e o anel afundam nas águas do rio.